# アドリアーノ・マルチンス
アドリアーノ・マルチンス（Adriano Martins、1982年12月16日 - ）は、ブラジルの男性総合格闘家。アマゾナス州マナウス出身。トップライフ・アマゾナス所属。第2代Jungle Fightライト級王者。アドリアーノ・マルティンスとも表記される。
山本"KID"徳郁が所属するKRAZY BEEの柔術コーチを務めていた。神の子（KID）に柔術を教えていることから、DREAMでは「神の子の家庭教師」と紹介された。

## 来歴
17歳の時よりカリオカ・チーム柔術でブラジリアン柔術を学び始め、のちにシュートボクセ・アカデミーに移籍した。
2004年3月7日、地元マナウスでのGladiator of the Jungle 1のトーナメントで総合格闘技デビューし、優勝を果たした。
2004年6月20日、Amazon Fightに出場し、グレイゾン・チバウに判定負け。
2004年7月、世界柔術選手権の紫帯アブソルート（無差別）級で優勝を果たした。
2006年7月、世界柔術選手権の黒帯レーヴィ (-73kg) 級に出場し、3位に入賞した。
2008年5月に来日、KRAZY BEEの柔術コーチに就任。また、愛知県で行われたドゥマウ柔術インターナショナルカップの黒帯メイオペサード級に出場、共にコーチを務めるベッチーニョ・ヴィタウに決勝で敗れている。
2008年9月23日、DREAM初参戦となったDREAM.6で中村K太郎と対戦し、1-2の判定負け。
2013年1月12日、Strikeforce: Marquardt vs. Saffiedineでジョルジ・グージェウと対戦し、判定勝ち。

### UFC
2013年11月9日、UFC初参戦となったUFC Fight Night: Belfort vs. Hendersonでダロン・クルックシャンクと対戦し、ストレートアームバーで勝利。サブミッション・オブ・ザ・ナイトを受賞した。
2014年1月25日、UFC on FOX 10でライト級ランキング8位のドナルド・セラーニと対戦し、右ハイキックでKO負け。
2013年11月9日、The Ultimate Fighter 19 Finaleでフアン・マヌエル・プイグと対戦し、KO勝利。パフォーマンス・オブ・ザ・ナイトを受賞した。
2015年2月22日、UFC Fight Night: Bigfoot vs. Mirでライト級ランキング14位のルスタム・ハビロフと対戦し、2-1の判定勝ち。
2015年10月3日、UFC 192でイスラム・マカチェフと対戦し、右フックでTKO勝ち。パフォーマンス・オブ・ザ・ナイトを受賞した。

## 戦績
| 総合格闘技 戦績 | 総合格闘技 戦績 | 総合格闘技 戦績 | 総合格闘技 戦績 | 総合格闘技 戦績 | 総合格闘技 戦績 | 総合格闘技 戦績 |
| --------------- | --------------- | --------------- | --------------- | --------------- | --------------- | --------------- |
| 37 試合         | (T)KO           | 一本            | 判定            | その他          | 引き分け        | 無効試合        |
| 28 勝           | 13              | 3               | 12              | 0               | 0               | 0               |
| 9 敗            | 3               | 0               | 6               | 0               | 0               | 0               |

| 勝敗 | 対戦相手                           | 試合結果                     | 大会名                                                 | 開催年月日     |
| ×    | ケイジャン・ジョンソン             | 3R 0:49 KO（右フック）       | UFC 215: Nunes vs. Shevchenko 2                        | 2017年9月9日   |
| ×    | レオナルド・サントス               | 5分3R終了 判定1-2            | UFC 204: Bisping vs. Henderson 2                       | 2016年10月8日  |
| ○    | イスラム・マカチェフ               | 1R 1:46 TKO（右フック）      | UFC 192: Cormier vs. Gustafsson                        | 2015年10月3日  |
| ○    | ルスタム・ハビロフ                 | 5分3R終了 判定2-1            | UFC Fight Night: Bigfoot vs. Mir                       | 2015年2月22日  |
| ○    | フアン・マヌエル・プイグ           | 1R 2:21 KO（右フック）       | The Ultimate Fighter 19 Finale                         | 2014年7月6日   |
| ×    | ドナルド・セラーニ                 | 1R 4:40 KO（右ハイキック）   | UFC on FOX 10 : Henderson vs. Thomson                  | 2014年1月25日  |
| ○    | ダロン・クルックシャンク           | 2R 2:49 ストレートアームバー | UFC Fight Night: Belfort vs. Henderson                 | 2013年11月9日  |
| ○    | ジョルジ・グージェウ               | 5分3R終了 判定3-0            | Strikeforce: Marquardt vs. Saffiedine                  | 2013年1月12日  |
| ○    | ジミー・ドナヒュー                 | 1R 1:02 TKO（パンチ連打）    | Jungle Fight 37 【Jungle Fightライト級タイトルマッチ】 | 2012年3月31日  |
| ○    | ネイウソン・ゴメス                 | 1R 1:21 TKO（パンチ連打）    | Jungle Fight 34 【Jungle Fightライト級王座決定戦】     | 2011年11月26日 |
| ○    | マルシオ・エンリケ・カスタンヘイラ | 1R フロントチョーク          | Mr. Cage 6                                             | 2011年9月30日  |
| ○    | ジエゴ・ブラガ                     | 5分5R終了 判定3-0            | WFE 10: Platinum 【WFEライト級王座決定戦】             | 2011年9月16日  |
| ×    | フランシスコ・トリナウド           | 5分3R終了 判定0-2            | Jungle Fight 30 【Jungle Fightライト級タイトルマッチ】 | 2011年7月30日  |
| ○    | ジャミウ・シウヴェイラ             | 2R 2:19 TKO（パンチ連打）    | Mr. Cage 5                                             | 2011年4月29日  |
| ○    | ホニウド・アウグスト               | 1R 2:54 TKO（パンチ連打）    | Jungle Fight 27 【Jungle Fightライト級王座決定戦】     | 2011年4月21日  |
| ○    | ニルソン・アスンソン               | 1R TKO（コーナーストップ）   | Jungle Fight 26                                        | 2011年4月2日   |
| ○    | ホニス・トーヘス                   | 5分3R終了 判定3-0            | Amazon Show Combat                                     | 2010年9月9日   |
| ○    | ペドロ・イリエ                     | 5分3R終了 判定2-1            | Max Fight 7: Rally Brazil                              | 2010年7月24日  |
| ○    | ディラン・クレイ                   | 5分3R終了 判定3-0            | VTC: Brazil vs. USA                                    | 2010年3月6日   |
| ×    | ジャミウ・シウヴェイラ             | 5分3R終了 判定1-2            | VF 1: Vision Fight                                     | 2009年12月20日 |
| ○    | ダニエウ・トリンダージ             | 5分3R終了 判定3-0            | Roraima Show Fight 5                                   | 2009年7月12日  |
| ○    | ルイス・サッポ                     | 5分3R終了 判定2-1            | Hero's The Jungle 3                                    | 2009年5月9日   |
| ×    | 中村K太郎                          | 2R（10分/5分）終了 判定1-2   | DREAM.6 ミドル級グランプリ2008 決勝戦                  | 2008年9月23日  |
| ×    | ホニス・トーヘス                   | 2R KO（パンチ連打）          | Hero's the Jungle 2                                    | 2008年4月7日   |
| ○    | ジエゴ・ブラガ                     | 5分3R終了 判定3-0            | Amazon Challenge 2                                     | 2008年3月1日   |
| ○    | ミシェウ・バストス                 | 1R 4:24 TKO                  | Hero's the Jungle                                      | 2007年10月13日 |
| ○    | ジュリアン・ソアレス               | 3R 1:19 KO                   | Cassino Fight 4                                        | 2007年9月15日  |
| ○    | ルシアノ・アゼベド                 | 5分3R終了 判定2-1            | Cassino Fight 3                                        | 2007年4月21日  |
| ○    | スティーブ・レイナ                 | 2R 0:35 チョークスリーパー   | Jungle Fight 6                                         | 2006年4月29日  |
| ○    | ダニエウ・トリンダージ             | 2R KO（膝蹴り）              | Roraima Kombat                                         | 2006年4月8日   |
| ○    | ジョルジ・クレイ                   | 3R 1:40 TKO（パンチ連打）    | Amazon Ultimate Fight                                  | 2005年6月4日   |
| ○    | ダニエウ・トリンダージ             | 2R KO                        | Roraima Combat 1                                       | 2005年4月8日   |
| ×    | グレイゾン・チバウ                 | 5分3R終了 判定0-3            | Amazon Fight                                           | 2004年6月20日  |
| ×    | ボリス・ジョンストンプ             | 5分3R終了 判定               | Jungle Fight 2                                         | 2004年5月15日  |
| ○    | エリッキ・カルドーゾ               | 10分1R終了 判定3-0           | Gladiator of the Jungle 1 【決勝】                     | 2004年3月7日   |
| ○    | ホベルト・パト                     | 1R 4:53 KO（パンチ連打）     | Gladiator of the Jungle 1 【準決勝】                   | 2004年3月7日   |
| ○    | ルーカス・ロペス                   | 10分1R終了 判定3-0           | Gladiator of the Jungle 1 【1回戦】                    | 2004年3月7日   |

## 獲得タイトル
- 世界柔術選手権 青帯レーヴィ級 優勝（2003年）
- Gladiator of the Jungle 1 優勝（2004年）
- 世界柔術選手権 紫帯アブソルート級 優勝（2004年）
- 世界柔術選手権 黒帯レーヴィ級 3位（2006年）
- 第2代Jungle Fightライト級王座（2011年）
- WFEライト級王座（2011年）
- 第4代Jungle Fightライト級王座（2011年）

## 表彰
- ブラジリアン柔術 黒帯
- 柔道 茶帯
- UFC サブミッション・オブ・ザ・ナイト（1回）
- UFC パフォーマンス・オブ・ザ・ナイト（2回）